# Villadangos del Páramo (kommunhuvudort)
Villadangos del Páramo är en kommunhuvudort i Spanien.   Den ligger i provinsen Provincia de León och regionen Kastilien och Leon, i den nordvästra delen av landet, 290 km nordväst om huvudstaden Madrid. Villadangos del Páramo ligger 896 meter över havet och antalet invånare är 1 035.
Terrängen runt Villadangos del Páramo är platt. Runt Villadangos del Páramo är det glesbefolkat, med 17 invånare per kvadratkilometer. Närmaste större samhälle är León, 18,6 km nordost om Villadangos del Páramo. Trakten runt Villadangos del Páramo består till största delen av jordbruksmark.